# May Sayers
Pour les articles homonymes, voir Sayers.
May Sayers est une joueuse de tennis américaine du début du XXe siècle.
Elle a remporté l'US Women's National Championship : en double mixte en 1907 (avec Wallace F. Johnson) . 

## Palmarès (partiel)

### Titre en double mixte
| No | Date       | Nom et lieu du tournoi                 | Catégorie | Surface      | Partenaire         | Finalistes                   | Score    |          |
| -- | ---------- | -------------------------------------- | --------- | ------------ | ------------------ | ---------------------------- | -------- | -------- |
| 1  | 26-06-1907 | US National Championships Philadelphie | G. Chelem | Gazon (ext.) | Wallace F. Johnson | Natalie Widley Morris Tilden | 6-1, 7-5 | Parcours |

## Parcours en Grand Chelem (partiel)
Si l’expression « Grand Chelem » désigne classiquement les quatre tournois les plus importants de l’histoire du tennis, elle n'est utilisée pour la première fois qu'en 1933, et n'acquiert la plénitude de son sens que peu à peu à partir des années 1950.

### En double mixte
| Année | - | - | Championnat de France | Championnat de France | Wimbledon | Wimbledon | US National         | US National             |
| 1907  | - | - | -                     | -                     | -         | -         | Victoire Wallace F. | N. Widley Morris Tilden |

Sous le résultat, le partenaire ; à droite, l’ultime équipe adverse.